# Mario Mendoza (Gewichtheber)
Mario Rafael Mendoza (* 21. November 1943) ist ein ehemaliger britisch-honduranischer Gewichtheber.

## Sport
Er trat bei den Olympischen Sommerspielen 1968 in Mexiko an. Im Wettbewerb Leichtgewicht, bei dem er 82,5 kg im Drücken, 87,5 kg im Reißen und 110 kg im Stoßen stemmte. Insgesamt belegte er den 19. Platz.